# Muhammad de Gur
El sultán Shahāb-ud-Dīn Muḥammad Gūrī (también transcrito Ghauri o Ghouri) (en persa: سلطان شہاب الدین محمد غوری‎), originalmente llamado Mu'izz-ud-dīn Muḥammad Bin Sām (y en español Muhammad de Gūr y conocido ampliamente como Ghori) (1150 – 15 de marzo de 1206), fue uno de los gobernantes de la dinastía gúrida de la famosa casa de Surī que gobernaron Ghor durante quinientos años. Se le reconoce haber sentado las bases de la ocupación islámica de la India que duró varios siglos. Reinó sobre un territorio que comprendía lo que es actualmente son Afganistán, Pakistán y el norte de la India.
Mu'izz-ud-dīn, hijo del príncipe Sām Surī, apodado Shahab-ud-dīn ('El fuego flameante de la religión [Islam]') tomó la ciudad de Ghazni en 1173 para vengar la muerte de su antecesor Muḥammad Suri a manos de Mahmud de Ghazni y utilizó la ciudad como una base para su expansión hacia el norte de la India. Mientras, también ayudó a su hermano Ghiyasuddin en su lucha con el Imperio jorezmita por el señorío de Jorasán, en el Oeste de Asia. En 1175, Muhammad de Gur capturó la ciudad de Multán arrebatándoselo a la dinastía Hamid Ludi, que también eran pastún, pero que se decía eran antiislámicos a causa de su asociación con la secta ismailita de los Shi'iata, y también capturó Uch en 1175. En 1186 también se anexionó del principado gaznávida de Lahore, el último refugio de sus rivales afganos, pero no persianizados pastunes. Después de la muerte de Ghiyasuddin en 1202, quedó a cargo del Imperio gúrida y gobernó hasta su asesinato en 1206 cerca de Jhelum, en lo que actualmente es Pakistán.
Tras su muerte siguieron una serie de confusas disputas entre los líderes gúridas y los jorezmitas, que lograron apoderarse del Imperio gúrida hacia 1215. Si bien el Imperio gúrida tuvo una corta duración, personas afines a los gúridas permanecieron en el gobierno de los estados Suri hasta la llegada de los timúridas. Las conquistas de Muhammad de Gur sentaron las bases para el gobierno del islam en la India. Qutb-ud-din Aibak, y un antiguo esclavo (mameluco) suyo, será el primer sultán de Delhi. Las campañas de Muhammad de Gur resultaron en la muerte de aproximadamente 100.000 hindúes, y muchas mujeres y niños hindúes fueron vendidos como esclavos en países islámicos.

## Primeros años
Mu'izz ad-Din Muhammad nació en 1149 en la región de Ghor de Khorasan. Se desconoce la fecha exacta de su nacimiento. Su padre, Baha al-Din Sam I, era el gobernante local de la región de Ghor en ese momento. Mu'izz también tenía un hermano mayor llamado Ghiyath al-Din Muhammad. Durante sus primeros años de vida, Mu'izz y Ghiyath fueron encarcelados por su tío ‘Ala’ al-Dîn Husayn, pero luego fueron liberados por el hijo de este último, Sayf al-Din Muhammad. Cuando Sayf murió en 1163, los nobles del territorio apoyaron a Ghiyath y lo ayudaron a ascender al trono. Ghiyath pronto le dio a Mu'izz el control sobre Istiyan y Kajuran. Sin embargo, el trono fue desafiado por varios jefes gúridas; Mu'izz ayudó a Ghiyath a derrotar y matar a un jefe rival llamado Abu'l Abbas.

## Primeras campañas
Entonces Ghiyath fue desafiado por su tío Fakhr al-Din Masud, quien reclamó el trono para sí, previamente estableció una alianza con Tadj al-Din Yildiz, gobernador selyúcida de Herat y Balkh. Sin embargo, la coalición fue derrotada por Ghiyath y Mu'izz en Ragh-i Zar. Los hermanos lograron matar al gobernador selyúcida durante la batalla y luego conquistaron Zamindawar, Badghis, Gharjistan y Uruzgan. Sin embargo, Ghiyath perdonó a Fakhr al-Din y lo restauró como gobernante de Bamiyán. Mu'izz, después de regresar de una expedición desde Sistan, fue galardonado con el gobierno Kandahar por su hermano. En 1173, los dos hermanos invadieron Ghazni y derrotaron a los turcos Oghuz que habían capturado la ciudad de los Gaznavidas. Luego, Mu'izz fue nombrado gobernante de Ghazni.
En 1175, los dos hermanos conquistaron Herat a su gobernador selyúcida, Baha al-Din Toghril, y también lograron conquistar Pushang. El gobernante de Sistán, Taj al-Din Harb ibn Muhammad, reconoció pronto la soberanía de los Gúridas, y también lo hicieron los turcos Oghuz que dominaban Kerman.
Durante el mismo período, el Jorasmio Sultan Shah, que fue expulsado de Corasmia por su hermano Tekish, se refugió en Ghor y solicitó ayuda militar de Ghiyath. Sin embargo, Ghiyath no ayudó a este último. El sultán Shah logró obtener ayuda del Kanato de Kara-Kitai y comenzó a saquear los dominios del norte de Gúrida.

## Invasión de la India
Después de haber ayudado a su hermano a expandir las fronteras occidentales del Imperio Gúrida, comenzó a concentrarse en la India. La campaña de Mu'izz contra los gobernantes carmatianos de Multan en 1175 había terminado con la victoria. Se giró hacia el sur, y condujo a su ejército de Multan a Uch y luego a través del desierto hacia la capital Chalukya de Anhilwara (Patan en Guyarat) en 1178. En el camino, Muizz sufrió una derrota en la batalla de Kayadara, durante su primera campaña contra un gobernante indio. Guyarat era gobernado por el joven gobernante Chalukya Mularaja II; las fuerzas de Chalukya incluían los ejércitos de sus feudatarios como el gobernante Chahamana de Naddula Kelhanadeva, el gobernante Chahamana de Jalor Kirtipala y el gobernante Arbuda Paramara Dharavarsha. 
El ejército de Mu'izz había sufrido mucho durante la marcha por el desierto, y los Chalukyas le infligieron una gran derrota en la aldea de Kayadara (cerca del monte Abu, a unas cuarenta millas al noreste de Anhilwara). El ejército invasor sufrió muchas bajas durante la batalla, y también en la retirada a través del desierto hacia Multan. Sin embargo, Mu'izz pudo tomar Peshawar y Sialkot.
En 1186, Mu'izz, junto con Ghiyath, puso fin a la dinastía Gaznávida después de haber capturado Lahore y ejecutado al gobernante Gaznavida Khusrau-Malik.
Mu'izz regresó pronto a Ghor y, junto con los gobernantes de Bamiyán y Sistan, ayudó a su hermano Ghiyath a derrotar a las fuerzas del sultán Shah en Merv en 1190. También anexó la mayoría de los territorios de este último en Khorasan.

### Primera batalla de Tarain
En 1191, Mu'izz avanzó hacia el subcontinente indio a través del paso de Khyber en el actual Pakistán y logró llegar a Punjab. Mu'izz capturó una fortaleza, Bathinda en el actual estado de Punjab en la frontera noroeste del reino de Prithviraj Chauhan. Después de nombrar a un Qazi Zia-ud-Din como gobernador de la fortaleza, recibió la noticia de que el ejército de Prithviraj, dirigido por su príncipe vasallo Govind Tai, se dirigía a sitiar la fortaleza. Los dos ejércitos finalmente se encontraron cerca de la ciudad de Tarain, a 14 millas de Thanesar en la actual Haryana. La batalla estuvo marcada por el ataque inicial de los arqueros mamelucos montados al que Prithviraj respondió contraatacando desde tres lados y dominando así la batalla. Mu'izz hirió de muerte a Govind Tai en combate personal y en el proceso fue herido él mismo, después de lo cual su ejército se retiró y el ejército de Prithvīrāj fue considerado victorioso.
Según Rima Hooja y Kaushik Roy, Govind Tal fue herido por Ghori y luego luchó en la segunda batalla de Tarain, donde fue muerto.

### Segunda batalla de Tarain
A su regreso a Ghur, Mu'izz hizo los preparativos para vengar la derrota. Según Firishta, el ejército de Rajput estaba formado por 3.000 elefantes, 300.000 tropas de caballería e infantería (probablemente una gran exageración). Minhaj-i-Siraj, afirmó que Mu'izz llevó a la batalla a 120.000 hombres con armadura completa en 1192.
Prithviraj había llamado a sus estandartes, pero esperaba ganar tiempo ya que sus estandartes (otros Rajputs bajo su mando o sus aliados) no habían llegado. Antes del día siguiente, Mu'izz atacó al ejército de Rajput antes del amanecer. Los Rajputs tenían la tradición de luchar desde el amanecer hasta el atardecer. Aunque pudieron formar formaciones rápidamente, sufrieron pérdidas debido a un ataque sorpresa antes del amanecer. El ejército de Rajput fue finalmente derrotado y Prithviraj fue hecho prisionero y posteriormente ejecutado.

### Más campañas
Cuando el estado de Ajmer no cumplió con las demandas de tributos según la costumbre después de una derrota, Qutb-ud-din Aibak, en 1193, se hizo cargo de Ajmer y pronto estableció el control Gúrida en el norte y centro de la India. Los reinos hindúes como Saraswati, Samana, Kohram y Hansi fueron capturados sin ninguna dificultad. Finalmente, sus fuerzas avanzaron sobre Delhi, capturándola poco después de la Batalla de Chandwar, derrotando a Raja Jaichand de Kannauj. En un año, Mu'izz controló el norte de Rajasthan y la parte norte del Ganges-Yamuna Doab. El reino de Ajmer fue entregado a Golā, con la condición de que enviara tributos regulares a los guríes.
Mu'izz regresó al oeste, a Ghazni, para hacer frente a la amenaza a sus fronteras occidentales por los disturbios en Irán, pero nombró a Aibak como su gobernador regional para el norte de la India. Sus ejércitos, en su mayoría bajo el mando de generales turcos y Khalaj como Muhammad bin Bakhtiyar Khalji, continuaron avanzando a través del norte de la India, atacando hasta el este de Bengala. Seguido de su conquista de Delhi un ejército dirigido por Qutbu l-Din Aibak, diputado de Mu'izz en India, invadió en ca. 1195-1197 y saqueó Anahilapataka.

## Guerra contra los corasmios y líder supremo de los gúridas
En 1200, Tekish murió y fue sucedido por Mohamed II de Corasmia (quien tomó el nombre honorífico de 'Ala' al-Din). Entre los primeros en enterarse de esto estaban Ghiyath y Mu'izz al-Din. En unas semanas, los dos hermanos habían trasladado sus ejércitos hacia el oeste, a Khorasan. Una vez que capturaron Nishapur, Mu'izz al-Din fue enviado en una expedición hacia Ray, pero dejó que sus tropas se descontrolaran y llegó poco más lejos que Gurgan, ganando críticas de Ghiyath que condujeron a la única pelea entre los hermanos.
Ghiyath murió en Herat en 1202 después de meses de enfermedad. Mu'izz, que había regresado rápidamente a Ghor desde la India, obtuvo el apoyo de los nobles Gúridas y fue coronado como Sultán del Imperio Gúrida en Firuzkuh. Justo después de su ascensión, Mohamed II invadió sus dominios y sitió Herat. Mu'izz logró repelerlo de Herat y luego lo persiguió hasta Corasmia, sitiando Gurganj, su capital. Mohamed pidió desesperadamente ayuda al Kanato de Kara-Kitai, que envió un ejército para ayudarlo. Mu'izz, debido a la presión de los Kara-Kitais, se vio obligado a aliviar el asedio y retirarse. Sin embargo, de camino a sus dominios en Ghur, fue derrotado en Andkhud en 1204. Mu'izz, sin embargo, logró llegar a Ghur y preparó un contraataque contra los corasmios y Kara-Kitais. Pronto estalló una revuelta en Punjab y las regiones circundantes, lo que obligó a Mu'izz a poner orden en la región antes de montar un contraataque contra sus enemigos.

## Últimos días y muerte
En 1206, Mu'izz, habiendo resuelto los asuntos de la India, dejó todos los asuntos de la zona en manos de su esclavo Qutb al-Din Aibak.
En su camino de regreso a Ghazni, su caravana descansó en Dhamiak cerca de Sohawa (que está cerca de la ciudad de Jhelum en la provincia de Punjab del actual Pakistán). Fue asesinado el 15 de marzo de 1206 mientras ofrecía sus oraciones vespertinas. Sus asesinos no están confirmados. Puede que hayan sido los Khokhars o los Ismāʿīlīs. Una fuente afirma que fue asesinado por los Asesinos Nizari Ismaili.
En el folclore indio, la muerte de Mu'izz fue causada por Prithviraj Chauhan, pero esto no está confirmado por documentos históricos y Prithviraj murió mucho antes de la muerte de Mu'izz.

## Sucesión
Mu'izz no tuvo descendencia, pero trató a sus esclavos turcos como a sus hijos, quienes fueron entrenados como soldados y administradores y recibieron la mejor educación posible. Muchos de sus esclavos competentes y leales alcanzaron posiciones de importancia en el ejército y el gobierno de Mu'izz.
Cuando un cortesano lamentó que el sultán no tuviera herederos varones, Mu'izz respondió:

"Otros monarcas pueden tener un hijo o dos hijos; yo tengo miles de hijos, mis esclavos turcos que serán los herederos de mis dominios y que, después de mí, se encargarán de preservar mi nombre en el Jubah (sermón del viernes) a lo largo de estos territorios".

La predicción de Mu'izz resultó ser cierta. Después de su asesinato, su Imperio se dividió entre sus esclavos. Más destacado:
- Qutb-ud-din Aibak se convirtió en gobernante de Delhi en 1206, estableciendo el Sultanato de Delhi, lo que marcó el inicio de la dinastía de los esclavos..[29]
- Nasir-ud-Din Qabacha se convirtió en gobernante de Multan en 1210.
- Tajuddin Yildoz se convirtió en gobernante de Ghazni.
- Ikhtiyar Uddin Muhammad Bin Bakhtiyar Khalji se convirtió en gobernante en partes de Bengala.